# (402) Cloe
(402) Cloe es un asteroide perteneciente al cinturón de asteroides. Fue descubierto el 21 de marzo de 1895 por Auguste Honoré Charlois desde el observatorio de Niza, Francia.
Está nombrado por Cloe, uno de los personajes del poema Dafnis y Cloe de Longo.

## Características orbitales
Cloe orbita a una distancia media de 2,559 ua del Sol, pudiendo acercarse hasta 2,275 ua. Tiene una excentricidad de 0,1109 y una inclinación orbital de 11,83°. Emplea 1496 días en completar una órbita alrededor del Sol.